# LaCenter
Pour la ville de l’État de Washington, voir La Center.
La ville de LaCenter, dont le nom est parfois écrit La Center, est située dans le comté de Ballard, dans le Commonwealth du Kentucky, aux États-Unis. Sa population, qui s’élevait à 1 009 habitants lors du recensement de 2010, est estimée à 974 habitants en 2018.

## Source
- (en) Cet article est partiellement ou en totalité issu de l’article de Wikipédia en anglais intitulé « LaCenter, Kentucky » (voir la liste des auteurs).

1. ↑  (en) « Population and Housing Unit Estimates » (consulté le 18 février 2020)
2. ↑  (en) « Census of Population and Housing », Census.gov (consulté le 4 juin 2015)